# Mogues
Mogues település Franciaországban, Ardennes megyében. Lakosainak száma 231 fő (2022. január 1.). Mogues Puilly-et-Charbeaux, Tremblois-lès-Carignan és Williers községekkel határos.

## Népesség
A település népességének változása:
| Lakosok száma | 165  | 122  | 156  | 141  | 160  | 186  | 216  | 245  | 240  | 231  |
|               | 1968 | 1982 | 1990 | 2006 | 2013 | 2015 | 2017 | 2019 | 2020 | 2022 |